# Bobby Rush (politico)
Bobby Lee Rush (Albany, 23 novembre 1946) è un politico e attivista statunitense, membro della Camera dei Rappresentanti federale per lo stato dell'Illinois dal 1993 al 2023.

## Biografia
Dopo aver militato nell'esercito all'inizio degli anni sessanta, Rush divenne un attivista per i diritti degli afroamericani e ciò lo portò a fondare una delle sedi delle Pantere Nere in Illinois.
Successivamente si laureò alla Roosevelt University e lasciò le Pantere Nere, non condividendo la strada che il movimento aveva preso. Rush tuttavia intraprese l'attività politica e nel 1993 riuscì a farsi eleggere deputato con il Partito Democratico.
Al Congresso, Rush continuò a sostenere le opinioni liberali e progressiste, divenendo anche membro del Congressional Progressive Caucus (oltre che del Congressional Black Caucus).
Nelle elezioni del 2000, Rush affrontò e sconfisse nelle primarie democratiche il futuro Presidente degli Stati Uniti d'America Barack Obama. Negli anni seguenti comunque Rush fu un sostenitore di Obama e lo appoggiò anche in occasione della corsa alla Casa Bianca del 2008.
Nel 2008 venne operato per rimuovere un tumore maligno alla ghiandola salivare.
Ha programmato di ritirarsi alla fine del 117º Congresso.